# Spiniderolus punctipennis
Spiniderolus punctipennis là một loài bọ cánh cứng trong họ Cerambycidae.